# Шанковський Матвій
Матві́й Шанко́вський  (1759 — 1814) — український релігійний діяч, педагог. Греко-католицький священник, професор Луцької Духовної Семінарії (1790–92), з 1794 року — в Галичині, професор морального богослов'я в «Studium Ruthenum» Львівського університету (1795–1807) і декан богословського факультету (1798, 1799 і 1803). Народився на Волині. Був членом Львівського крилосу й митрополичого суду (з 1805). За польської інвазії, під час відсутности митрополита Антонія Ангеловича, був адміністратором Львівської архиєпархії УГКЦ.